# Walckenaeria meruensis
Walckenaeria meruensis este o specie de păianjeni din genul Walckenaeria, familia Linyphiidae, descrisă de Tullgren, 1910.
Este endemică în Tanzania. Conform Catalogue of Life specia Walckenaeria meruensis nu are subspecii cunoscute.